# Hiremata, Honnali
Hiremata là một làng thuộc tehsil Honnali, huyện Davanagere, bang Karnataka, Ấn Độ.